# Anes Haurdić
Anes Haurdić (1. března 1990 v Sarajevu) je bosenský fotbalový záložník, od roku 2018 působí v klubu Sportfreunde Siegen.

## Klubová kariéra
Anes Haurdić začal svoji fotbalovou kariéru v bosenském hlavním městě v klubu FK Sarajevo, zde tento mladý záložník strávil 4 sezony a v létě 2006 změnil angažmá, přestoupil do českého klubu FK Baumit Jablonec, kde hrál za dorost. Nejprve byl však na testech v FK Teplice, kde jej trenér mládeže odmítl. Na jaře 2009 jej trenér František Komňacký vytáhl do A-týmu Jablonce. V jarní části sezóny 2008/09 Gambrinus ligy nastoupil 12x v řadě v základní sestavě a v následující sezóně 2009/10, kdy Jablonec zaostal na konečném druhém místě o jediný bod za mistrovskou Spartou Praha, patřil k pilířům týmu a začali se o něj zajímat skauti zahraničních klubů. Zradilo jej však zdraví.
V roce 2013 se do FK Sarajevo vrátil a na jaře mu pomohl ke konečnému 2. místu v bosenské lize. V létě si poté díky tomu zahrál s klubem předkolo Evropské ligy UEFA. Poté byl ale na podzim 2013 bez fotbalu, neboť nechtěl prodloužit smlouvu. V lednu 2014 se opět objevil v ČR, kde podepsal smlouvu s nováčkem Gambrinus ligy 1. SC Znojmo. Předtím byl na testech i ve FC Vysočina Jihlava (v září 2013), kde odehrál jedno ligové utkání za juniorku.
V létě 2014 se vrátil do Bosny, kde poté hrál za několik místních klubů.

## Reprezentační kariéra
byl členem bosenské reprezentace do 21 let.